# Knut Knudsen
Pour les articles homonymes, voir Knudsen.
Knut Knudsen (né le 12 octobre 1950 à Levanger) est un coureur cycliste norvégien, professionnel de 1974 à 1981.

## Palmarès sur route

### Palmarès amateur
- 1967
  -  Champion de Norvège sur route juniors
- 1968
  - Champion des Pays nordiques sur route juniors
  - 2e du championnat des Pays nordiques du contre-la-montre par équipes juniors
- 1969
  - 7e du championnat du monde du contre-la-montre par équipes
- 1972
  - Champion des Pays nordiques sur route
  -  Champion de Norvège sur route
  -  Champion de Norvège du contre-la-montre
  - Six Jours de Suède
  - 2e du championnat des Pays nordiques du contre-la-montre par équipes
  - 5e du contre-la-montre par équipes aux Jeux olympiques
- 1973
  -  Champion de Norvège sur route
  -  Champion de Norvège du contre-la-montre
  - Greenall Whitley Grand Prix Two Day :
    - Classement général
    - 1re étape

  - 2e du championnat des Pays nordiques du contre-la-montre par équipes
  - 6e du championnat du monde du contre-la-montre par équipes

### Palmarès professionnel
| - 1974 - 5eb étape du Tour de Romandie (contre-la-montre) - 2e de Tirreno-Adriatico - 9e du Tour de Romandie - 1975 - 5eb étape de Tirreno-Adriatico (contre-la-montre) - 1re étape du Tour d'Italie - 2e de Tirreno-Adriatico - 3e du Tour de Sardaigne - 3e du Tour de Romandie - 3e de la Cronostaffetta - 10e de l'Amstel Gold Race - 1976 - 1re étape du Tour de Romandie - Cronostaffetta : - Classement général - 2e épreuve (contre-la-montre) - 1977 - 5e étape de Tirreno-Adriatico (contre-la-montre) - 4eb étape du Tour de Romandie (contre-la-montre) - 9e étape du Tour d'Italie (contre-la-montre) - 3e du Tour de Romandie - 1978 - Trofeo Laigueglia - Tour de Sardaigne : - Classement général - 3e étape - 5eb étape de Tirreno-Adriatico (contre-la-montre) - Tour de la province de Reggio de Calabre - Trophée Baracchi (avec Roy Schuiten) - 2e de Tirreno-Adriatico - 3e de la Cronostaffetta - 3e du Trophée Pantalica - 5e du Grand Prix des Nations - 1979 - Tour du Trentin - Classement général - Prologue - Tirreno-Adriatico - Classement général - 5eb étape (contre-la-montre) - 3e et 5eb (contre-la-montre) étapes du Tour de Romandie - 10e étape du Tour d'Italie (contre-la-montre) - 2e du Tour du Latium - 3e de Milan-San Remo - 7e du championnat du monde sur route - 9e du Tour de Romandie | - 1980 - Cronostafetta : - Classement général - 2e épreuve (contre-la-montre) - 1rea étape de Paris-Nice (contre-la-montre par équipes) - 4eb étape du Tour de Romandie (contre-la-montre) - Prologue du Tour d'Allemagne - Grand Prix Eddy Merckx - 2e du Tour de Sardaigne - 3e du Trophée Pantalica - 3e du Tour des Pouilles - 5e du Grand Prix des Nations - 6e de Paris-Nice - 6e du Tour de Romandie - 1981 - Ruota d'Oro - Classement général - 3e étape (contre-la-montre) - Cronostaffeta : - Classement général - 2ea étape (contre-la-montre) - Prologue de Paris-Nice - 4e étape du Tour des Pouilles (contre-la-montre) - Prologue, 13e (contre-la-montre) et 22e (contre-la-montre) étapes du Tour d'Italie - Grand Prix Eddy Merckx - 2e du Trophée Baracchi (avec Francesco Moser) |

### Résultats sur les grands tours

#### Tour de France
3 participations
- 1975 : abandon (14e étape)
- 1976 : 64e
- 1979 : 27e

#### Tour d'Italie
8 participations
- 1974 : 54e
- 1975 : 42e, vainqueur de la 1re étape,  maillot rose pendant 2 jours
- 1976 : 57e
- 1977 : 70e, vainqueur de la 9e étape (contre-la-montre)
- 1978 : abandon (17e étape)
- 1979 : abandon (18e étape), vainqueur de la 10e étape (contre-la-montre)
- 1980 : 15e
- 1981 : 22e, vainqueur du prologue et des 13e (contre-la-montre) et 22e (contre-la-montre) étapes,  maillot rose pendant 1 jour

## Palmarès sur piste

### Jeux olympiques
| - Mexico 1968 - 11e de la poursuite | - Munich 1972 - Champion olympique de la poursuite |

### Championnats du monde professionnels
| - Montréal 1974 - 4e de la poursuite - Rocourt 1975 - Médaillé d'argent de la poursuite | - Monteroni di Lecce 1976 - Médaillé de bronze de la poursuite - Saint-Sébastien 1977 - Médaillé d'argent de la poursuite |

### Championnats du monde amateurs
| - Brno 1969 - 5e de la poursuite amateurs | - Saint-Sébastien 1973 - Champion du monde de poursuite amateurs |

### Championnats de Norvège
| - 1966 - Champion de Norvège de poursuite juniors - 1967 - Champion de Norvège de poursuite juniors - 1969 - Champion de Norvège de poursuite - Champion de Norvège du kilomètre | - 1972 - Champion de Norvège de poursuite - Champion de Norvège du kilomètre - 1973 - Champion de Norvège de poursuite - Champion de Norvège du kilomètre |

## Distinctions
- Sportif norvégien de l'année : 1972 et 1973